# Pau Gasull Sardà
Pau Gasull Sardà (Reus, 1888 - Barcelona, 1963) va ser un comerciant i polític català.
Era fill de Feliu Gasull Roig, un ric comerciant que va fer construir la Casa Gasull a Reus, on Pau va treballar uns anys. Es va casar amb Teresa Vilella, germana dels empresaris i banquers reusencs Joan i Gaietà Vilella Puig. Dedicat al sector del comerç de l'oli, s'instal·là a Barcelona el 1924 i va ser president del Sindicat d'Exportadors d'Oli d'Oliva del 1932 al 1934. Elegit diputat provincial pel districte de Reus, formà part de la Diputació de Tarragona els anys 1917 i 1919. Va ser membre de la comissió de Foment, i en la primera legislatura, de la comissió Permanent d'Actes i de la Junta d'Obres del Port. Actuà com a secretari de la corporació. Durant la dictadura de Primo de Rivera, va ser nomenat diputat pel governador civil el 24 de gener de 1924, després d'haver dissolt l'anterior consistori elegit democràticament, i va ocupar una plaça en la comissió Central de Governació, únic i suprem organisme executiu de la corporació provincial. Més endavant va ser vicepresident de la junta directiva del Cercle Republicà Possibilista de Reus el febrer de 1930, i regidor municipal de Reus elegit en les eleccions de gener de 1934, en representació d'Acció Catalana Republicana. Va presidir també la comissió organitzadora de la II Exposició d'Aplicacions d'Electricitat a l'Agricultura, celebrada a Reus l'any 1932.